# 全国七大学総合体育大会

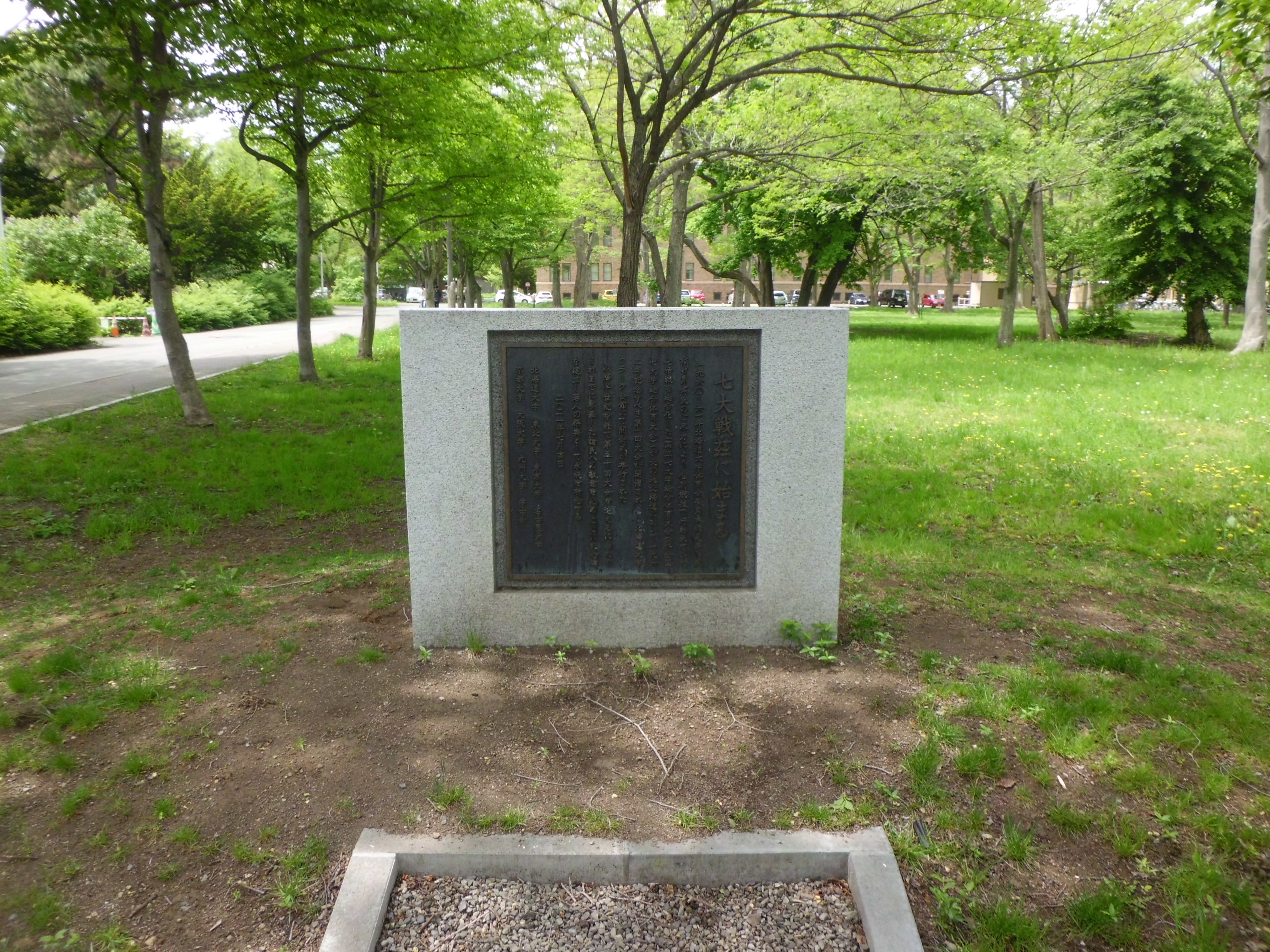
「七大戦茲に始まる」碑。北海道大学構内。

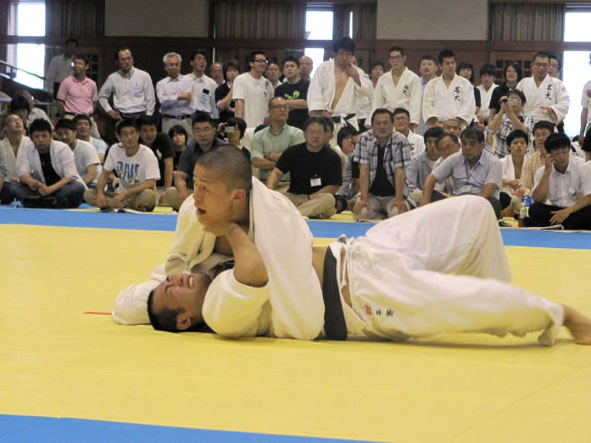
七帝柔道と呼ばれる世界唯一の特殊なルールで戦われる柔道競技。この七帝柔道が現在は総合体育大会となった七大戦のルーツである。プロ格闘家の中井祐樹、小説家の増田俊也もこの七帝柔道の出身。

全国七大学総合体育大会（ぜんこくななだいがくそうごうたいいくたいかい、英: Seven Universities Athletic meet）は、かつて帝国大学であった9大学のうち、日本国内（内地）で新制大学に移行した国立大学7校が合同で開催している体育大会である。
七帝戦（ななていせん、しちていせん）または七大戦（ななだいせん、しちだいせん）と省略して呼ばれるが、実行委員会は後者の呼称を推奨している。

## 概要
戦後占領期の学制改革で制定された学校教育法（1947年（昭和22年）施行）や国立学校設置法（1949年（昭和24年）施行）により、帝国大学令等に基づく帝国大学のうち、日本国内（内地）にあった7校は新制国立大学に移行した。それらは
- 北海道大学（旧・北海道帝国大学）
- 東北大学（旧・東北帝国大学）
- 東京大学（旧・東京帝国大学）
- 名古屋大学（旧・名古屋帝国大学）
- 京都大学（旧・京都帝国大学）
- 大阪大学（旧・大阪帝国大学）
- 九州大学（旧・九州帝国大学）

であり、これらの大学に所属する運動部が各種目ごとに順位を決め、大学単位で総合順位を競い合うのが全国七大学総合体育大会である。
1962年（昭和37年）に「国立七大学総合体育大会」として北海道大学の主催で始まった。1946年（昭和21年）から日本各地で巡回開催されるようになった国民体育大会等により各地に体育施設が整い始めた高度経済成長期には、1959年（昭和34年）5月26日に東京オリンピック（1964年）の開催が決定し、1961年（昭和36年）に「レジャー」が流行語になってレジャーブームが始まり、同年10月1日に実施された国鉄ダイヤ改正（サンロクトオ）により全国的な特急列車網が形成された。とは言え、国体のような参加者の移動・宿泊費用に公的補助がある大会とは違い、九州大がある福岡市・博多駅から寝台列車で東京駅まで行き、再び長距離列車と青函連絡船を乗り継いで北海道大がある札幌市・札幌駅まで行くとなると、参加者には相当の時間と費用がかかった。その後、新幹線の発達、高速道路網の発達に伴う高速バスの発達、学生のマイカー所有、長距離フェリー航路の発達、航空路線の低廉化などにより、参加学生の負担は体力的にも軽減された。
開催地・主管校は毎年七大学の所在地を持ち回りで行われる。順番は北海道大→九州大→大阪大→京都大→東京大→東北大→名古屋大→…で始まったが、東大紛争（1968年 - 1969年）後に東京大と東北大の順番が入れ替わった。ただし、21世紀最初の第40回（2001年）大会は東京大が主管し、東北大と東京大の順番が入れ替わった。なお、非主管校が優勝することを「主管破り」と言う。
2004年（平成16年）、国立大学の国立大学法人化に伴い、「全国七大学総合体育大会」に改称された。
2020年（令和2年）、新型コロナウイルス感染症拡大防止のため、夏季種目が中止となった。競技の一律中止は大会の歴史で初となる。
2021年（令和3年）、新型コロナウイルス感染症拡大防止のため、航空の部など春季種目の一部の中止が決定。

## 歴史・記録
第63回（2024年）終了時点で
- 主管校優勝36回、主管破り25回（以下の表では「破」と記す）、中止2回
- 優勝回数 - 東北大学 16回、京都大学 15回、東京大学 12回、大阪大学 7回、九州大学 4回、北海道大学 4回、名古屋大学 3回
- 最多主管破り - 京都大学 9回
- 東北大学は過去一度も主管破りをされていない
- 九州大学・名古屋大学は一度も主管破りをしていない
- 最長連続優勝 - 東北大学　4回連続

| 巡目  | 回     | 年     | 主管校     | 優勝校     | 破 | 備考                                                      |
| ----- | ------ | ------ | ---------- | ---------- | -- | --------------------------------------------------------- |
| 1巡目 | 第1回  | 1962年 | 北海道大学 | 東京大学   | 破 |                                                           |
| 1巡目 | 第2回  | 1963年 | 九州大学   | 東京大学   | 破 |                                                           |
| 1巡目 | 第3回  | 1964年 | 京都大学   | 東京大学   | 破 |                                                           |
| 1巡目 | 第4回  | 1965年 | 大阪大学   | 京都大学   | 破 |                                                           |
| 1巡目 | 第5回  | 1966年 | 東京大学   | 東北大学   | 破 |                                                           |
| 1巡目 | 第6回  | 1967年 | 東北大学   | 東北大学   |    |                                                           |
| 1巡目 | 第7回  | 1968年 | 名古屋大学 | 京都大学   | 破 |                                                           |
| 2巡目 | 第8回  | 1969年 | 北海道大学 | 北海道大学 |    |                                                           |
| 2巡目 | 第9回  | 1970年 | 九州大学   | 京都大学   | 破 |                                                           |
| 2巡目 | 第10回 | 1971年 | 大阪大学   | 大阪大学   |    |                                                           |
| 2巡目 | 第11回 | 1972年 | 京都大学   | 京都大学   |    |                                                           |
| 2巡目 | 第12回 | 1973年 | 東北大学   | 東北大学   |    | 東北大と東京大の順番入れ替え （以降、この順番が定着）     |
| 2巡目 | 第13回 | 1974年 | 東京大学   | 東京大学   |    | 東北大と東京大の順番入れ替え （以降、この順番が定着）     |
| 2巡目 | 第14回 | 1975年 | 名古屋大学 | 京都大学   | 破 |                                                           |
| 3巡目 | 第15回 | 1976年 | 北海道大学 | 京都大学   | 破 |                                                           |
| 3巡目 | 第16回 | 1977年 | 大阪大学   | 大阪大学   |    |                                                           |
| 3巡目 | 第17回 | 1978年 | 九州大学   | 九州大学   |    |                                                           |
| 3巡目 | 第18回 | 1979年 | 京都大学   | 京都大学   |    |                                                           |
| 3巡目 | 第19回 | 1980年 | 東北大学   | 東北大学   |    |                                                           |
| 3巡目 | 第20回 | 1981年 | 東京大学   | 東京大学   |    |                                                           |
| 3巡目 | 第21回 | 1982年 | 名古屋大学 | 東京大学   | 破 |                                                           |
| 4巡目 | 第22回 | 1983年 | 北海道大学 | 東京大学   | 破 | 初めて公式マスコットが採用される                          |
| 4巡目 | 第23回 | 1984年 | 九州大学   | 九州大学   |    |                                                           |
| 4巡目 | 第24回 | 1985年 | 大阪大学   | 大阪大学   |    |                                                           |
| 4巡目 | 第25回 | 1986年 | 京都大学   | 京都大学   |    |                                                           |
| 4巡目 | 第26回 | 1987年 | 東北大学   | 東北大学   |    |                                                           |
| 4巡目 | 第27回 | 1988年 | 東京大学   | 東京大学   |    |                                                           |
| 4巡目 | 第28回 | 1989年 | 名古屋大学 | 名古屋大学 |    |                                                           |
| 5巡目 | 第29回 | 1990年 | 北海道大学 | 北海道大学 |    |                                                           |
| 5巡目 | 第30回 | 1991年 | 九州大学   | 東北大学   | 破 |                                                           |
| 5巡目 | 第31回 | 1992年 | 大阪大学   | 大阪大学   |    |                                                           |
| 5巡目 | 第32回 | 1993年 | 京都大学   | 京都大学   |    |                                                           |
| 5巡目 | 第33回 | 1994年 | 東北大学   | 東北大学   |    |                                                           |
| 5巡目 | 第34回 | 1995年 | 東京大学   | 東京大学   |    |                                                           |
| 5巡目 | 第35回 | 1996年 | 名古屋大学 | 名古屋大学 |    |                                                           |
| 6巡目 | 第36回 | 1997年 | 北海道大学 | 京都大学   | 破 |                                                           |
| 6巡目 | 第37回 | 1998年 | 九州大学   | 九州大学   |    |                                                           |
| 6巡目 | 第38回 | 1999年 | 大阪大学   | 京都大学   | 破 |                                                           |
| 6巡目 | 第39回 | 2000年 | 京都大学   | 京都大学   |    |                                                           |
| 6巡目 | 第40回 | 2001年 | 東京大学   | 京都大学   | 破 | 東北大と東京大の順番入れ替え （第40回と第41回にのみ適用） |
| 6巡目 | 第41回 | 2002年 | 東北大学   | 東北大学   |    | 東北大と東京大の順番入れ替え （第40回と第41回にのみ適用） |
| 6巡目 | 第42回 | 2003年 | 名古屋大学 | 名古屋大学 |    |                                                           |
| 7巡目 | 第43回 | 2004年 | 北海道大学 | 北海道大学 |    | 「全国七大学総合体育大会」に名称変更                      |
| 7巡目 | 第44回 | 2005年 | 九州大学   | 九州大学   |    |                                                           |
| 7巡目 | 第45回 | 2006年 | 大阪大学   | 大阪大学   |    |                                                           |
| 7巡目 | 第46回 | 2007年 | 京都大学   | 京都大学   |    |                                                           |
| 7巡目 | 第47回 | 2008年 | 東北大学   | 東北大学   |    |                                                           |
| 7巡目 | 第48回 | 2009年 | 東京大学   | 京都大学   | 破 |                                                           |
| 7巡目 | 第49回 | 2010年 | 名古屋大学 | 大阪大学   | 破 |                                                           |
| 8巡目 | 第50回 | 2011年 | 北海道大学 | 大阪大学   | 破 |                                                           |
| 8巡目 | 第51回 | 2012年 | 九州大学   | 東京大学   | 破 |                                                           |
| 8巡目 | 第52回 | 2013年 | 大阪大学   | 東北大学   | 破 |                                                           |
| 8巡目 | 第53回 | 2014年 | 京都大学   | 東北大学   | 破 |                                                           |
| 8巡目 | 第54回 | 2015年 | 東北大学   | 東北大学   |    |                                                           |
| 8巡目 | 第55回 | 2016年 | 東京大学   | 東京大学   |    |                                                           |
| 8巡目 | 第56回 | 2017年 | 名古屋大学 | 東北大学   | 破 |                                                           |
| 9巡目 | 第57回 | 2018年 | 北海道大学 | 東北大学   | 破 |                                                           |
| 9巡目 | 第58回 | 2019年 | 九州大学   | 東北大学   | 破 |                                                           |
| 9巡目 | 第59回 | 2020年 | 大阪大学   | ―          |    | 新型コロナウイルス感染症の影響のため中止                  |
| 9巡目 | 第60回 | 2021年 | 京都大学   | ―          |    | 新型コロナウイルス感染症の影響のため中止                  |
| 9巡目 | 第61回 | 2022年 | 東北大学   | 東北大学   |    |                                                           |
| 9巡目 | 第62回 | 2023年 | 東京大学   | 東京大学   |    |                                                           |
| 9巡目 | 第63回 | 2024年 | 名古屋大学 | 北海道大学 | 破 |                                                           |

## 関係組織
- 北海道大学体育会
- 東北大学学友会体育部
- 東京大学運動会総務部
- 名古屋大学体育会
- 京都大学体育会
- 大阪大学体育会
- 九州大学体育総務委員会

## 参加競技
2018年開催の第57回大会において開催された競技。
- アイスホッケー
- スキー
- 航空
- 馬術
- 硬式テニス
- 少林寺拳法
- バスケットボール
- 柔道

- ヨット
- 空手
- 剣道
- ラクロス
- 競泳
- 陸上競技
- 準硬式野球
- ハンドボール

- 硬式野球
- 体操
- バドミントン
- 応援団
- フィールドホッケー
- バレー
- フェンシング
- 相撲

- 弓道
- 水球
- ゴルフ
- 自動車競技
- アーチェリー
- ソフトテニス
- ソフトボール
- 卓球